# Pulau Banda Besar
Pulau Banda Besar är en ö i Indonesien.   Den ligger i Bandaöarna i provinsen Moluckerna, i den östra delen av landet, 2 600 km öster om huvudstaden Jakarta. Arean är 26,4 kvadratkilometer.
Terrängen på Pulau Banda Besar är lite kuperad. Öns högsta punkt är 508 meter över havet. Den sträcker sig 7,3 kilometer i nord-sydlig riktning, och 10,8 kilometer i öst-västlig riktning.